# Plan Junckera
Plan Junckera (Plan Inwestycyjny dla Europy, ang. European Commission Investment Plan for Europe) – przygotowany przez Komisję
Europejską i Europejski Bank Inwestycyjny plan pobudzenia inwestycji w gospodarce europejskiej w dwóch obszarach: szeroko rozumianej infrastrukturze i sektorze małych i średnich przedsiębiorstw.
Plan powstał w czerwcu 2015 z inicjatywy Jeana-Claude'a Junckera, przewodniczącego Komisji Europejskiej. Był odpowiedzią na spowolnienie gospodarcze Europy wywołane kryzysem gospodarczym i finansowym, które przyczyniły się do spadku poziomu inwestycji w Unii Europejskiej o ok. 15% w stosunku do 2007. Celem planu jest spowodowanie wzrostu inwestycji europejskich w sektorze badań i rozwoju, infrastruktury, wzrost konkurencyjności, zwiększenie liczby miejsc pracy oraz ożywienie gospodarcze w sektorze małych i średnich przedsiębiorstw.
Wsparcie w ramach planu mogą uzyskać przedsięwzięcia z następujących sektorów: energetyki, infrastruktury transportowej, technologii informatycznych, ochrony środowiska, kapitału ludzkiego, kultury i zdrowia oraz badań i innowacji. Najważniejszym filarem planu jest Europejski Fundusz na rzecz Inwestycji strategicznych, o początkowej wielkości 21 miliardów euro. Ta suma pozwolić ma na wygenerowanie puli dodatkowych środków na inwestycje, którymi zarządzać będzie Europejski Bank Inwestycyjny w zakresie wsparcia infrastruktury i przedsiębiorstw oraz Europejski Fundusz Inwestycyjny w zakresie wsparcia sektora małych i średnich firm.